# Южная железная дорога

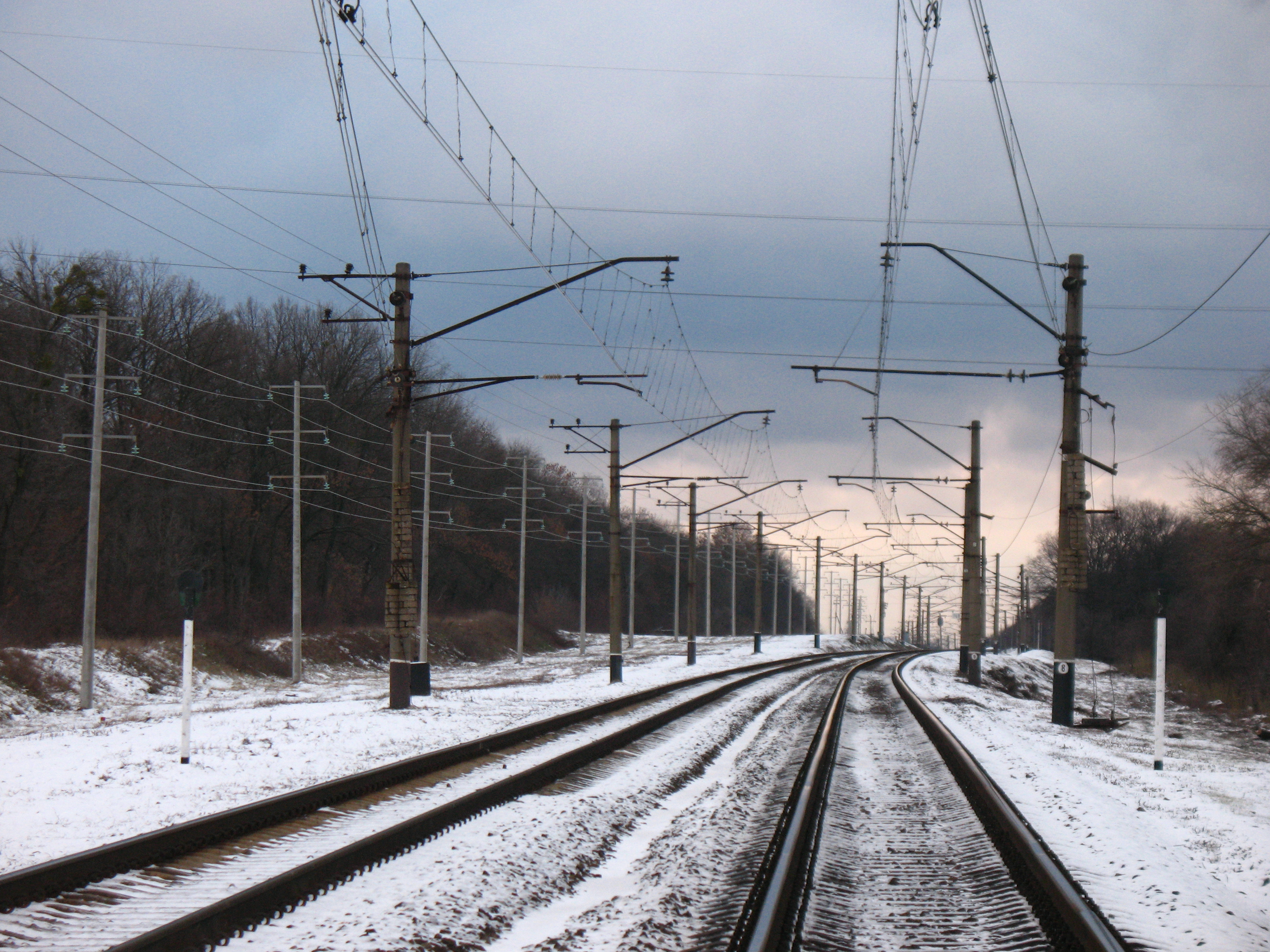
Южная железная дорога зимой

Ю́жная желе́зная доро́га (укр. Південна залізниця) — региональный филиал АО «Украинская железная дорога», крупнейший по длине линий.
Общая протяжённость сети ЮЖД превышает 3000 км (развёрнутая длина главных путей превышает 4000 км). Пассажирские и грузовые перевозки осуществляются по общим линиям, в пределах Харьковской, Сумской, Полтавской, частично Черниговской и Кировоградской областей, при этом обеспечивается связь экономических районов стран СНГ по главным направлениям: Север-Крым, Кавказ. Географическое положение и конфигурация направлений и участков обеспечивает ЮЖД большое транзитное значение (60 % от объёма грузовых перевозок) при транспортном обслуживании региона с добывающим, машиностроительным и сельскохозяйственным производством. Структура перевозок имеет индустриально-аграрный характер. Южная железная дорога обслуживает свыше 1000 промышленных и более 2000 коммерческих предприятий, из них крупнейшие: Полтавский ГОК, Кременчугские заводы — нефтеперерабатывающий завод и КрАЗ, харьковские заводы — транспортного машиностроения им. В. А. Малышева, «Электротяжмаш», «Харьковский тракторный завод». Из предприятий железнодорожной отрасли крупнейшими являются: Крюковский вагоностроительный завод, Полтавский и Изюмский тепловозоремонтные заводы. Управление дороги располагается в Харькове. Подготовка производственных кадров для ЮЖД осуществляется на Малой Южной железной дороге (детской), в Академии железнодорожного транспорта и 4 техникумах/колледжах (в Харькове, Полтаве и Кременчуге), училищах и дорожных технических школах.

## История

### Предыстория

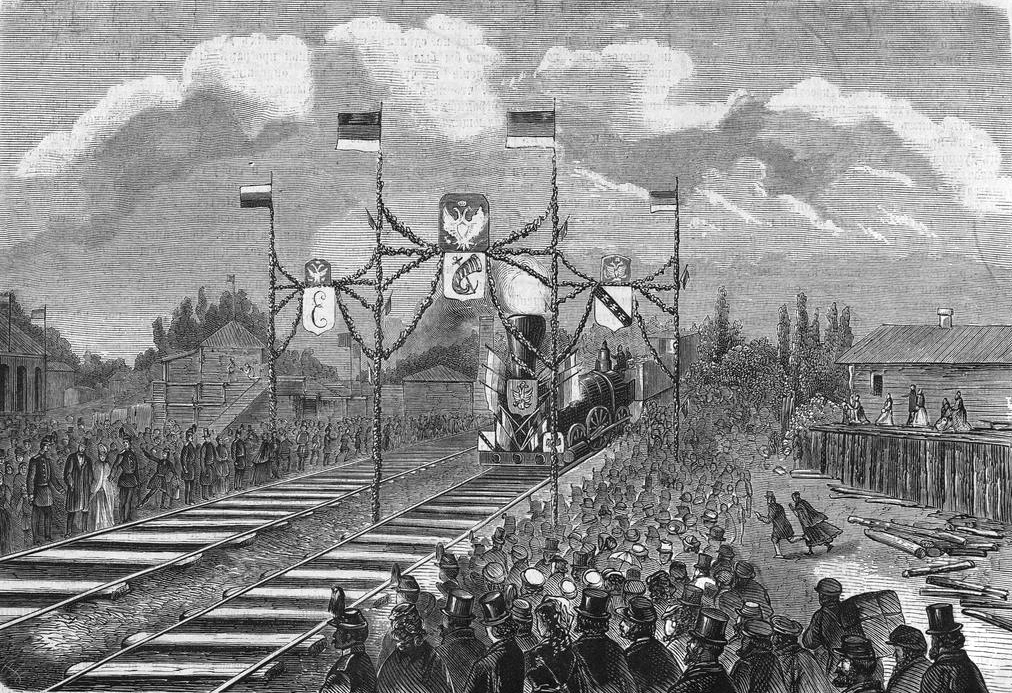
Харьков. Открытие Курско-Харьковской железной дороги, 22 мая (4 июня) 1869

- Первая линия: Курск — Харьков — Лозовая — Ростов-на-Дону именовалась в (1869—1895) — Курско-Харьково-Азовской (К. Х. А. ж.д.). Движение на участке Курск-Харьков было открыто 6 июля 1869 года. Именно эту дату официальный сайт Южной железной дороги указывает как день открытия дороги[2].
- Вторая линия: Лозовая — Севастополь именовалась в (1874—1895) — Лозово-Севастопольской.
- В 1895 году Курско-Харьково-Азовская дорога объединена с Лозово-Севастопольской (1874—1895) и Джанкой-Феодосийской (1892—1895) и стала называться Курско-Харьково-Севастопольской.
- 1 января 1907 года состоялось слияние управлений Курско-Харьково-Севастопольской и Харьково-Николаевской (1870—1907) железной дорог в одно управление — Южные железные дороги.
- В конце 1920-х гг. в состав Южных железных дорог была введена «углевозная» линия: Красный Лиман -Основа (Харьков) — Льгов, выведенная из состава Северо-Донецкой железной дороги и участок: Харьков — Купянск, выведенный из состава Юго-Восточных железных дорог. В соответствии с приказом НКПС № 1957 от 22 декабря 1930 г. Южные ж. д. и Донецкие ж. д. были с 1 января 1931 года объединены в Южные железные дороги[3]. В такой конфигурации линии Южных железных дорог имели наибольшую в своей истории протяжённость.

### Довоенный период (1934—1941 гг.)
В 1933 году Совет Народных Комиссаров принял решение о разукрупнении ряда железных дорог сети СССР для повышения эффективности управления перевозочным процессом и увеличения провозной способности железнодорожного транспорта на важнейших направлениях.  В соответствии с Постановлением СНК № 2679 от 13 декабря 1933 г. и приказа НКПС № 499Ц от 17 декабря 1933 г. с 1 февраля 1934 года из состава Южных железных дорог была выделена Донецкая ж.д., название дороги изменилось на «Южная железная дорога». В результате общая протяжённость Южной железной дороги значительно сократилась вследствие отторжения линии Лозовая — Севастополь, участков Безлюдовка — Красный Лиман и Готня — Льгов.
В годы довоенных пятилеток ЮЖД сыграла важную роль в обеспечении индустриализации промышленных районов центральной части СССР. Географическое положение и конфигурация направлений и участков дороги придают ей большое транзитное значение. Дорога обеспечивает транспортное обслуживание региона с добывающей промышленностью, машиностроительной индустрией и сельским хозяйством.

### Военный период (1941—1945 гг.)
В годы войны железнодорожники Южной железной дороги обеспечивали своевременный подвоз вооружения, боеприпасов, горючего и продовольствия. Созданные на дороге бронепоезда укомплектовывались бригадами железнодорожников. В декабре 1941 года была создана оперативная группа во главе с начальником дороги Кутафиным, в задачу которой входило восстановление разрушенного хозяйства, организация движения поездов на освобождённых участках. На дороге были применены новые формы эксплуатации подвижного состава, в том числе организация паровозных колонн особого резерва НКПС, которые осуществляли массовые перевозки для фронта. В течение первых месяцев Великой Отечественной войны ЮЖД обеспечила эвакуацию промышленных предприятий в восточные районы страны и воинские перевозки в прифронтовых районах. В период оккупации 1941—1943 гг. хозяйству ЮЖД был причинён материальный ущерб, оцениваемый в 1 млрд. 29 млн рублей.

### Послевоенный период (1945—1992 гг.)
В послевоенные годы на дороге осуществлены восстановление разрушенного хозяйства, реконструкция и строительство новых станций, вокзалов, прокладка ж.д. путей, внедрение новых технических средств связи и сигнализации. уже в 1947 году объём пассажирских перевозок на главном направлении Курск—Харьков—Лозовая превысил довоенный уровень. С 1956 года на отдельных участках ЮЖД были развёрнуты работы по электрификации. В 1960 году главные направления грузовых и пассажирских перевозок в границах ЮЖД были переведены на электровозную и тепловозную тягу. Техническое состояние верхнего строения пути на линии Курск—Харьков—Лозовая обеспечивало безопасное движение пассажирских поездов с технической скоростью до 120 км/час.
В 1969 году Южная железная дорога награждена орденом Ленина.
На момент распада СССР протяжённость линий ЮЖД составляла около 4 тыс. километров, обеспечивала перевозками: на территории УССР — Харьковскую, Донецкую, Луганскую, Днепропетровскую, Полтавскую, Киевскую, Сумскую и Черниговскую области; на территории РСФСР — Курскую (частично) и Белгородскую области (в частности: рудники Курской магнитной аномалии и Оскольский электрометаллургический комбинат). В общем объёме грузовых перевозок около 70 % приходилось на переработку и перевозку транзитных грузов, значительную долю составляла сельскохозяйственная продукция. По объёму пассажирских перевозок ЮЖД занимала ведущее место в СССР, особенно в летний период, с основным направлением пассажиропотока из северной и центральной частей СССР — на Кавказ и Крым, а также с запада на восток страны. В частности, локомотивное депо «Октябрь» (ТЧ-2, сейчас «Харьков-Главное») обеспечивало, без замены электровоза, самый протяжённый на сети дорог СССР тяговый участок Москва-Симферополь. По пассажиропотоку пригородных пассажирских перевозок один только Харьковский ж.д. узел занимал 3-е место на сети дорог СССР после Московского и Ленинградского. В состав ЮЖД входили свыше 370 станций разных классов (включая внеклассные), десятки локомотивных, вагонных депо и ремонтных предприятий.

### Новейшая история (с 1992 г.)

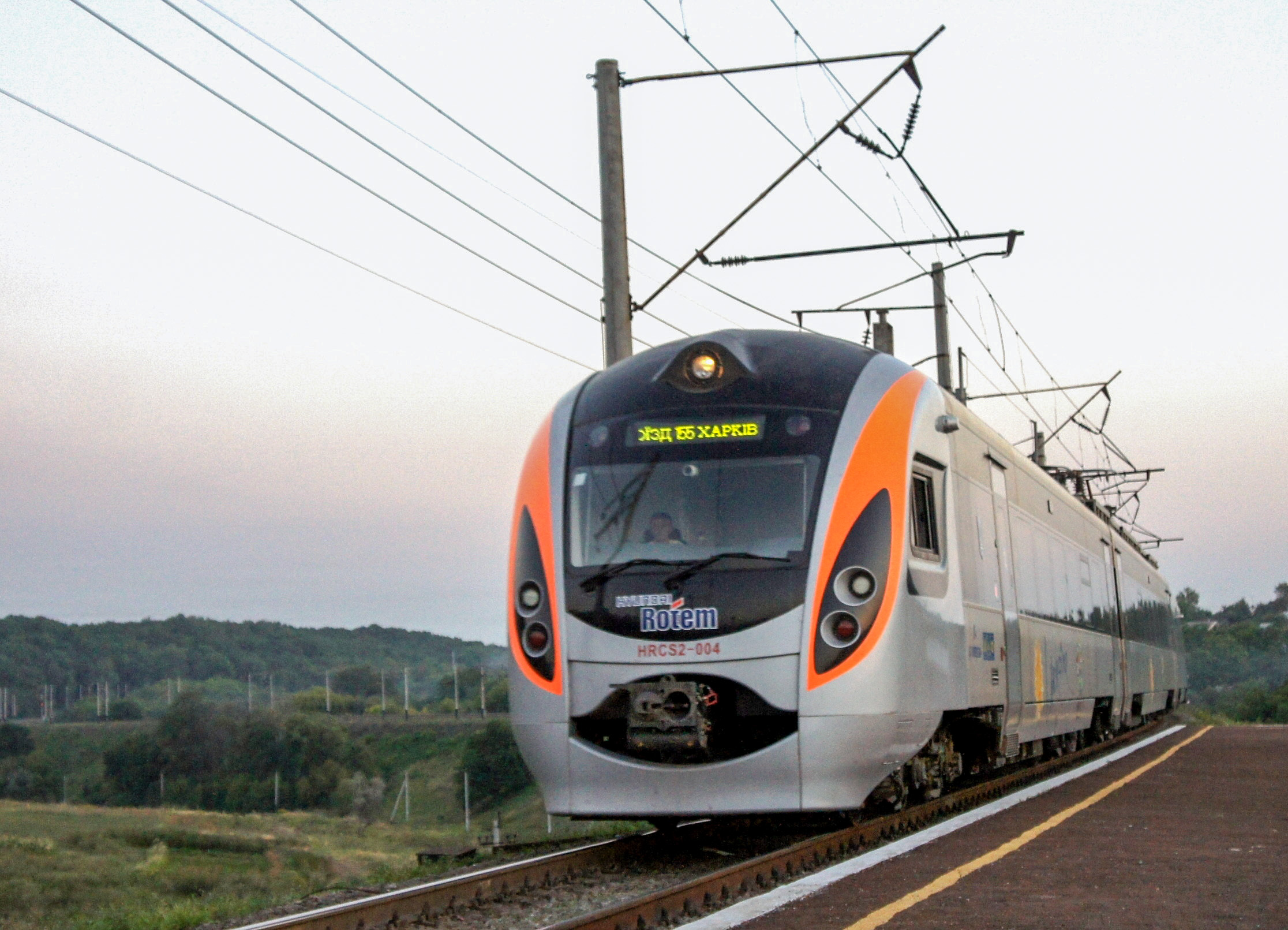
Электропоезд HRCS2 сообщением Харьков — Киев. Август 2012 г.

Дорога осуществляет перевозки пассажиров и грузов по железнодорожным линиям общего пользования в пределах Харьковской, Сумской, Полтавской, частично Черниговской и Кировоградской областей. Управление дороги находится в г. Харькове. Южная железная дорога граничит с Юго-Западной, Одесской, Приднепровской, Донецкой железными дорогами Украины и Юго-Восточной железной дорогой России.

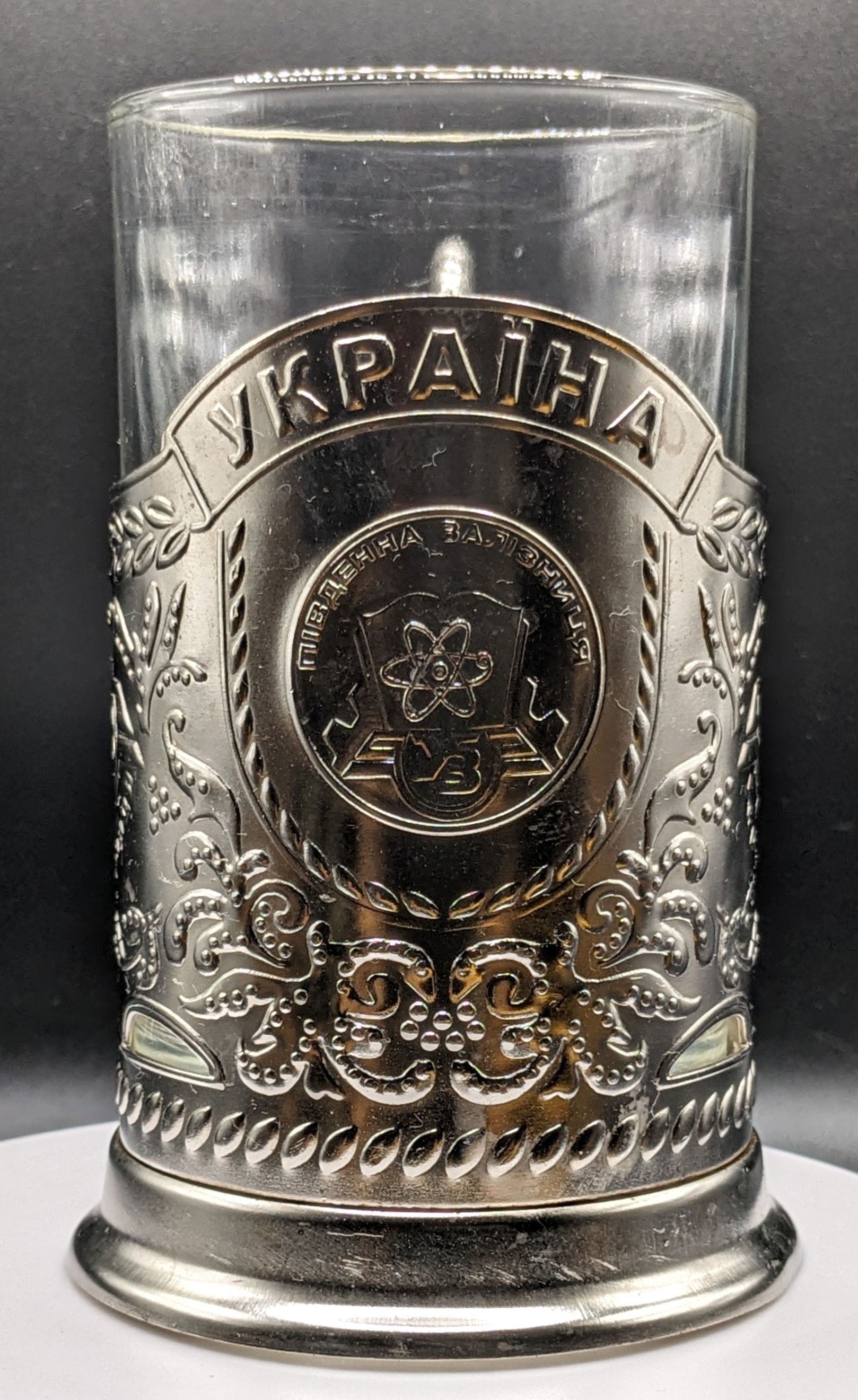
Подстаканник Южной железной дороги

Железная дорога обслуживает свыше 1000 промышленных и более 2000 коммерческих предприятий, крупнейшие среди которых — Полтавский горно-обогатительный комбинат, Кременчугский нефтеперерабатывающий завод, Кременчугский автомобильный завод (КрАЗ), Харьковский завод транспортного машиностроения им. В. А. Малышева, Харьковский завод «Электротяжмаш», Харьковский тракторный завод и другие. Из предприятий железнодорожной отрасли крупнейшими являются Крюковский вагоностроительный завод, Полтавский и Изюмский тепловозоремонтные заводы. Структура перевозок имеет индустриально-аграрный характер. Транзитные перевозки составляют около 60 % от всего объёма грузовых перевозок. Южная железная дорога осуществляет связь экономических районов стран СНГ в главных направлениях — Север — Крым — Кавказ.
На официальном сайте Южной железной дороги с 2003 года имеется возможность в реальном режиме времени узнать расписание движения пассажирских поездов, наличие свободных мест в поездах стран СНГ и Балтии, а также узнать стоимость проезда, а с 2009 года — приобрести или зарезервировать место в поезде через интернет.
В 2017 году в рамках декоммунизации на Украине министр инфраструктуры поручил изменить названия ряда морских портов и железнодорожных объектов, имеющих географическую привязку со времен Российской империи и СССР. В частности, должны быть переименованы Южная и Юго-Западная железные дороги, которые находятся не на юге, а на севере и в центре страны.

### Исторические факты

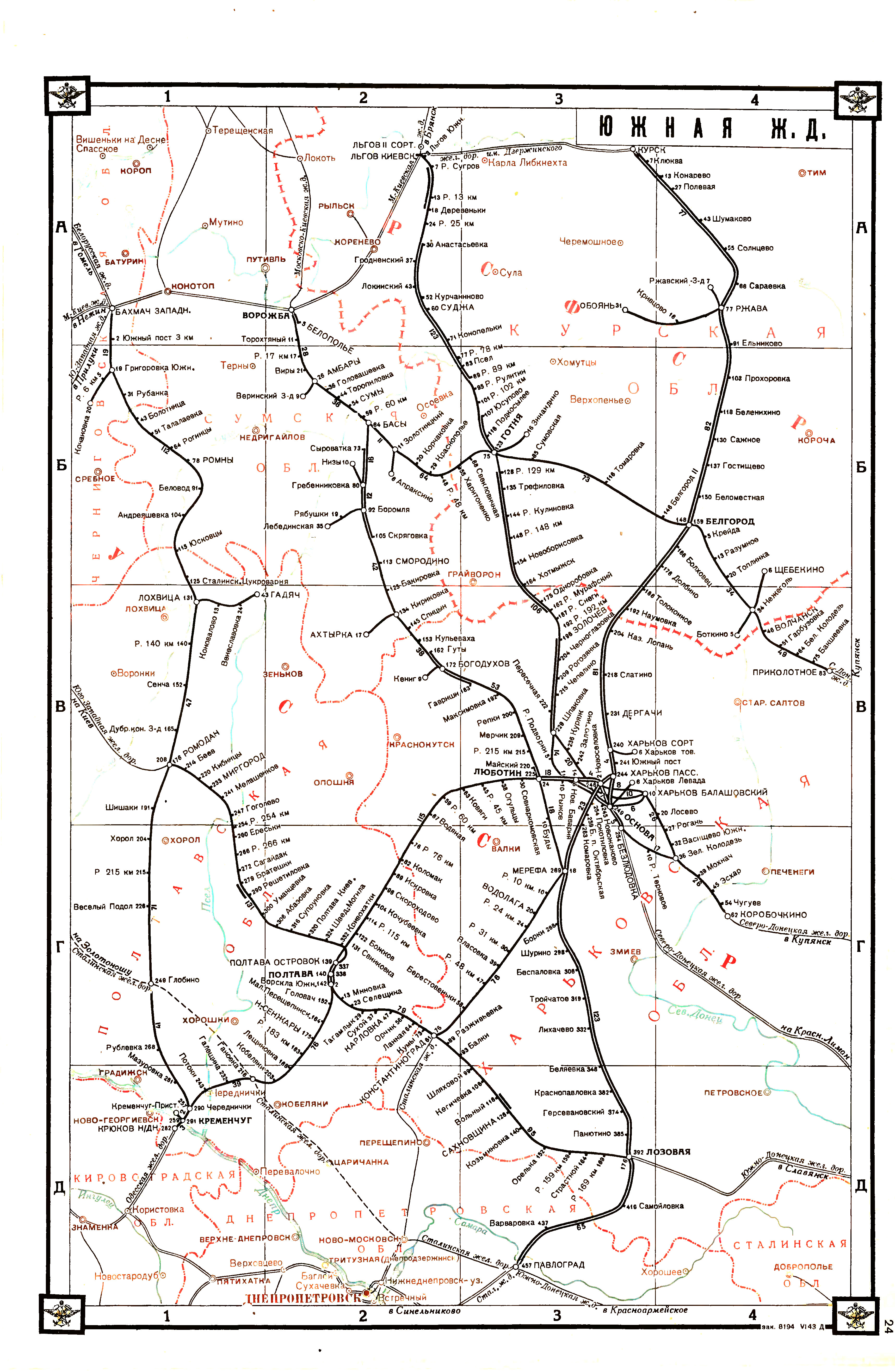
Южная железная дорога. 1943 год.

- В 90-х годах XIX века в Европейской России окончательно складываются восемь основных железнодорожных узлов, обслуживающих важнейшие экономические районы страны. Ведущее место в российской железнодорожно-транспортной системе принадлежало Московскому узлу. Другим крупнейшим железнодорожным узлом России был Петербург, являясь одновременно первым морским портом. Третьим важнейшим узлом стал Харьков — центр южнорусского промышленного района, охватывающего пять губерний и областей юга страны (Харьковскую, Екатеринославскую, Херсонскую, Таврическую губернии и Область Войска Донского).
- В октябре 1888 года у станции Борки под Харьковом произошло крушение царского поезда, в котором возвращалась из Крыма семья Александра III. Расследование крушения проводил знаменитый русский юрист Анатолий Кони.
- В 1930 −1933 гг. начальником дороги был будущий зам. наркома путей сообщения СССР Я. А. Лившиц.
- На Южной железной дороге начинал свой трудовой путь будущий министр путей сообщения СССР Н. С. Конарев.
- В 2014 году в Харькове на территории Южного вокзала, а точнее, рядом с терминалом северного направления открылся обновлённый Музей Истории и Железнодорожной техники Южной Железной дороги.

## Структура

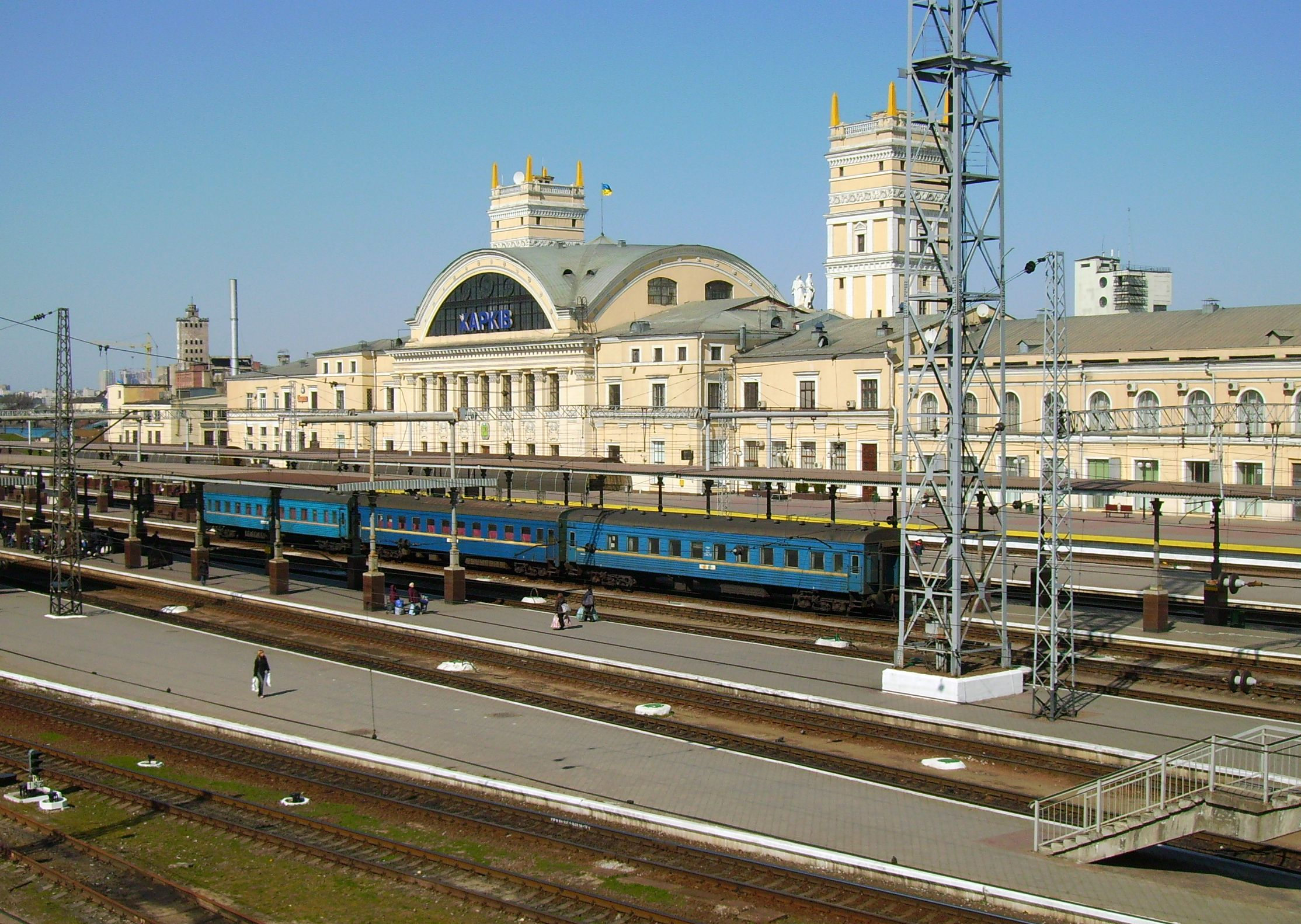
Железнодорожный вокзал Харьков-Пассажирский

Управление ЮЖД на привокзальной площади Харькова — памятник архитектуры, 1914—1917 гг. Южная железная дорога включает в себя:
- внеклассную пассажирскую станцию Харьков-Пассажирский с внеклассным вокзалом Южный;
- 2 вокзала 1-го класса на станциях Полтава-Южная, Сумы;
- 2 вокзала 2-го класса на станциях Кременчуг, Купянск-Узловой;
- 14 вокзалов 3-го класса на станциях Полтава-Киевская, Основа, Харьков-Левада, Харьков-Балашовский, Красноград, Лозовая, Смородино (г. Тростянец Сумской обл.), Люботин, Миргород, Лубны, Ромны, Ромодан, Гребёнка, Прилуки;
- пассажирское вагонное депо станции Харьков-Сортировочный с годовой программой ремонта пассажирских вагонов — 730 единиц и капитального ремонта пассажирских вагонов в объёме КР-1 (24 единицы).
- 281 раздельный пункт, 161 станция открыта для производства грузовых операций;
- 5 грузовых и 2 пассажирских вагонных депо;
- 15 дистанций пути;
- 10 локомотивных депо (Полтава, Лозовая, Харьков-Главное и др.);
- 3 моторвагонных депо (Харьков, Полтава, Люботин);
- 3 вагонных участка (Харьковский, Полтавский и Сумской);
- 6 путевых машинных станций;
- 8 дистанций электроснабжения;
- 8 дистанций сигнализации и связи;
- 7 строительно-монтажных эксплуатационных управлений;
- информационно-вычислительный центр;
- автобаза;
- строительно-монтажный трест;
- было 16 больниц, 3 линейные поликлиники,
- дошкольные заведения, базы отдыха, санаторий им. Н. В. Гоголя в г. Миргороде, детские лагеря отдыха,
- 12 дворцов культуры и клубов, 2 дворца спорта, 6 стадионов, 2 бассейна,
- детская железная дорога «Малая Южная» в Харькове.
- газета «Южная магистраль»

### Дирекции (отделения)

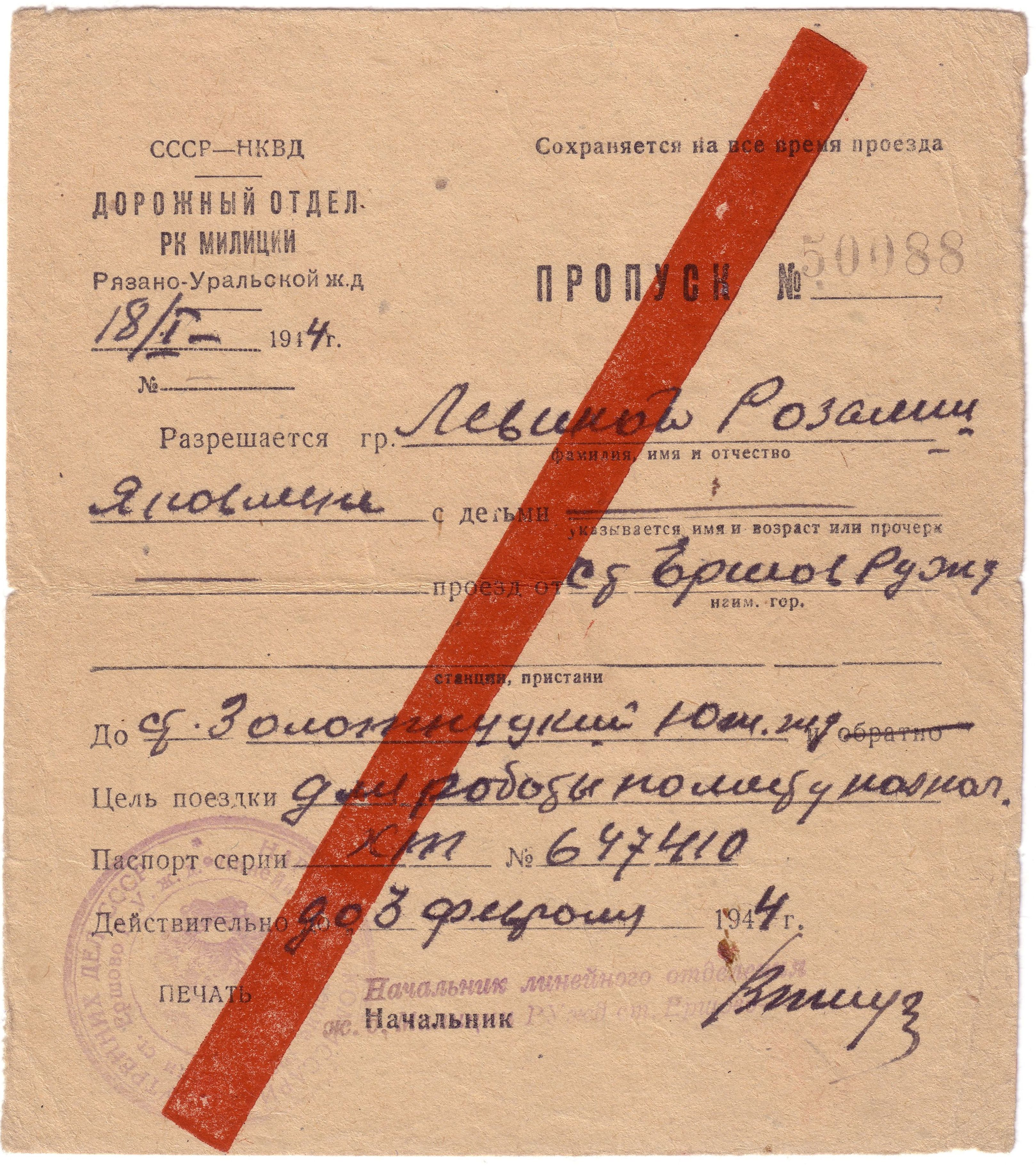
Пропуск военного времени для проезда от РУЖД до ЮЖД. 1944 год

- Купянская дирекция
- Полтавская дирекция
- Сумская дирекция
- Харьковская дирекция

### Локомотивные депо
- ТЧ-2 Локомотивное депо Харьков-Главное
- ТЧ-3 Локомотивное депо Основа
- ТЧ-4 Локомотивное депо Люботин
- ТЧ-5 Локомотивное депо Полтава
- ТЧ-6 Локомотивное депо Кременчуг
- ТЧ-7 Локомотивное депо Ромны
- ТЧ-8 Локомотивное депо Смородино
- ТЧ-9 Локомотивное депо Лозовая
- ТЧ-10 Локомотивное депо Харьков-Сортировочный
- ТЧ-12 Локомотивное депо Гребёнка
- ТЧ-14 Моторвагонное депо Харьков
- ТЧ-15 Локомотивное депо Купянск-Сортировочный.
- РПЧ-1 Моторвагонное депо Харьков
- РПЧ-2 Моторвагонное депо Полтава включая оборотное депо Гребенка (РПД-2)
- РПЧ-4 Моторвагонное депо Люботин включая оборотное депо Купянск (РПД-4).

### Директора
- Несвит, Василий Андреевич (1997—2000)